# Callechelys eristigma
Callechelys eristigma är en fiskart som beskrevs av Mccosker och Richard H. Rosenblatt 1972. Callechelys eristigma ingår i släktet Callechelys och familjen Ophichthidae. IUCN kategoriserar arten globalt som livskraftig. Inga underarter finns listade.